# Deux Femmes à la fenêtre
Deux Femmes à la fenêtre est un tableau peint par Bartolomé Esteban Murillo. Il mesure 125 × 104 cm. On ignore la date exacte de sa réalisation. Il est conservé au National Gallery of Art à Washington.